# Север штата Амазонас (мезорегион)

Север штата Амазонас на карте.

Север штата Амазонас (порт. Mesorregião do Norte Amazonense) — административно-статистический мезорегион в Бразилии, входит в штат Амазонас. Население составляет 121 337 человек на 2010 год. Занимает площадь 404 886,36 км². Плотность населения — 0,3 чел./км².

## Демография
Согласно сведениям, собранным в ходе переписи 2010 г. Национальным институтом географии и статистики (IBGE), население мезорегиона составляет:
| Полное население                            | Полное население                            | Полное население                            | Полное население                            | 121 337 |
| ------------------------------------------- | ------------------------------------------- | ------------------------------------------- | ------------------------------------------- | ------- |
| в том числе:                                | Городское население                         | 58 617                                      | Процент городского населения, %             | 48,31   |
|                                             | Сельское население                          | 62 720                                      | Процент сельского населения, %              | 51,69   |
|                                             | Мужское население                           | 63 450                                      | Процент мужского населения, %               | 52,29   |
|                                             | Женское население                           | 57 887                                      | Процент женского населения, %               | 47,71   |
| Плотность населения, чел/км²                | Плотность населения, чел/км²                | Плотность населения, чел/км²                | Плотность населения, чел/км²                | 0,3     |
| Население мезорегиона в % к населению штата | Население мезорегиона в % к населению штата | Население мезорегиона в % к населению штата | Население мезорегиона в % к населению штата | 3,48    |

## Состав мезорегиона
В мезорегион входят следующие микрорегионы:
1. Жапура
2. Риу-Негру